# 1269 Rollandia
1269 Rollandia este o planetă minoră (asteroid), cu un diametru de 104,893 km, din centura de asteroizi. A fost descoperită pe 20 septembrie 1930 la Simeiizka observatoria⁠(d) de Grigori N. Neuimin și a fost numită după Romain Rolland. 
Obiectul prezintă o orbită caracterizată de o semiaxă mare de 3,9023004 UAi, o excentricitate de 0,0984, o înclinație de 2,75806 ° în raport cu ecliptica.